# Flakatjärnen (Råneå socken, Norrbotten)
Flakatjärnen är en sjö i Bodens kommun i Norrbotten och ingår i Töreälven-Vitåns kustområde.